# Taro Goto
Taro Goto (Hiroshima, 24 december 1969) is een voormalig Japans voetballer.

## Carrière
Taro Goto speelde tussen 1992 en 1998 voor Nagoya Grampus Eight, JEF United Ichihara en Sagan Tosu.